# یاردز (ویرجینیا و ویرجینیای غربی)
یاردز (به انگلیسی: Yards) یک منطقهٔ مسکونی در ایالات متحده آمریکا است که در ویرجینیا واقع شده‌است. یاردز ۷۲۶٫۰۴ متر بالاتر از سطح دریا واقع شده‌است.